# Neißemünde
Neißemünde település Németországban, azon belül Brandenburgban. Lakosainak száma 1580 fő (2023. december 31.).

## Népesség
A település népességének változása:
| Lakosok száma | 1645 | 1645 | 1599 | 1610 | 1580 |
|               | 2017 | 2019 | 2021 | 2022 | 2023 |